# 伊拉克临时政府
伊拉克临时政府（2003年9月－2004年5月称为“伊拉克过渡政府” ，2004年6月－2005年5月称为“伊拉克临时政府”，自2005年5月起又称为“伊拉克过渡政府”）是指2003年3月20日美国对伊拉克开战之后，美国占领当局推翻伊拉克的萨达姆·侯赛因政权后，由美国所主导的暂时管理伊拉克的国家机构。
2003年4月9日，美军攻占巴格达，萨达姆·侯赛因政权被推翻。2003年5月1日，伊拉克的主要战事结束。2003年5月6日，美国前外交官保罗·布雷默就任“联盟驻伊拉克临时管理当局”（暨“伊拉克重建和人道救援办公室”）行政长官。至此，到2003年7月13日伊拉克临时管理委员会成立以前，伊拉克事务由美英占领当局直接管理。

## 伊拉克临时管理委员会领导下的过渡政府
- Iraq Interim Governing Council（“伊拉克临时管理委员会”及其管理的“过渡政府”内阁部长）参见：伊拉克临时管理委员会

2003年9月，“伊臨管會”任命由25名部長组成的伊拉克臨時政府，每名部長都接受“伊臨管會”的領導，定期地向“伊临管会”汇报工作。一旦某部长不再得到“伊临管会”信任，“伊临管会”有权解除这名部长的职务。本届“过渡政府”于2004年6月1日伊拉克临时政府成立、6月28日向临时政府移交权利后完成使命。成员如下：
- 外交部长：胡希亚尔·马哈茂德·穆罕默德·兹巴里
- 石油部长：易卜拉欣·穆罕默德·巴哈尔·欧鲁姆
- 司法部长：哈希姆·阿卜杜·拉赫曼·夏布里
- 财政部长：卡米勒·马卜得尔·凯拉里
- 工业矿产部长：穆罕默德·陶菲克·拉希姆
- 内政部长：努里·巴德朗
- 建设住房部长：白亚尼·巴克尔·苏拉埃
- 通讯部长：海德尔·贾瓦德·阿巴迪
- 公共工程部长：纳斯里·穆斯塔法·萨迪格·布尔瓦里
- 环境部长：阿卜杜·拉赫曼·萨迪格·克里姆
- 贸易部长：阿里·阿卜杜·埃米勒·阿拉维
- 计划部长：马赫迪·哈菲兹
- 教育部长：阿拉丁·阿卜杜·萨赫布·阿勒瓦尼
- 高教部长：宰亚德·阿卜杜·拉扎格·穆罕默德·艾斯沃德
- 文化部长：穆菲德·穆罕默德·贾瓦德·贾扎伊里
- 人权部长：阿卜杜·巴斯塔·图勒基
- 农业部长：阿卜杜·埃米勒·拉赫迈·欧布迪
- 青年体育部长：阿里·法伊格·古巴尼
- 卫生部长：哈迪勒·阿巴斯
- 科技部长：拉沙得·曼达尼·欧迈尔
- 劳动社会事务部长：萨米·阿扎拉·阿勒·马仲
- 电力部长：艾哈姆·萨玛拉依
- 移民与侨民部长：穆罕默德·贾希姆·海德尔
- 水产部长：阿卜杜·拉迪夫·贾马勒·拉希德
- 交通部长：白赫拉姆·齐亚·布里斯

## 2004年6月成立的伊拉克临时政府
- Iraq interim government（这届临时政府包括正、副总统，正、副总理及临时内阁部长）

临时政府由“伊拉克临时管理委员会”（“伊临管会”）推荐，由来自伊国政界、宗教和部族的领导人组成，以替代“伊临管会” 和原临时政府领导伊拉克过渡成为民主国家的任务。这届临时政府于2004年6月1日宣誓就职。6月8日，联合国安全理事会通过了联合国安全理事会第1546号决议，期待伊拉克临时政府在6月30日后享受完全主权和独立。6月28日，伊拉克临时政府与占领当局实现了政权移交。
权力移交后，“伊临管会”解散，代表联军占领当局的“联盟驻伊拉克临时管理当局”除军事与安全以外管理伊拉克国家事务的职能终止。临时政府的主要任务是在2005年1月前的7个月中，从美英占领当局手中接管部分主权；加快组建伊安全部队，维护安全，打击恐怖主义活动；同时为在2005年1月伊拉克大选和重建作各种必要的准备。
临时政府除了正、副总统3名外，有33名成员，包括正、副总理各1名，5名国务部长和26名内阁部长，其中有6名是女性。主要成员如下：
- 总统：加齐·亚瓦尔，逊尼派穆斯林，舒马尔部落领导人和商人
  - 副总统：易卜拉欣·贾法里，什叶派达瓦党领导人
  - 副总统：鲁什·沙维斯，库尔德民主党的埃尔比勒库尔德自治区议长

- 总理：伊亚德·阿拉维，什叶派“全国和解运动”领导人
  - 副总理：巴尔哈姆·萨利赫，负责国家安全事务，库尔德人，曾作为库尔德地方自治政府驻美国代表，在美国工作达10年之久
  - 外交部长：霍希亚尔·兹巴里，库尔德人
  - 国防部长：哈齐姆·沙兰，什葉派穆斯林
  - 内政部长：法拉赫·纳基卜，逊尼派穆斯林
  - 石油部长：萨米尔·加德班
  - 财政部长：阿迪勒·迈赫迪
  - 司法部长：马利克·哈桑，什叶派穆斯林

## 2005年5月成立的伊拉克过渡政府
- 总统：贾拉勒·塔拉巴尼，库尔德人穆斯林
- 总理：易卜拉欣·贾法里，什叶派，达瓦党领导人

## 关联条目
- 伊拉克战争
- 美军占领伊拉克
- 联盟驻伊拉克临时管理当局
- 伊拉克临时管理委员会